# Bratthø
Die Bratthø (norwegisch für Steile Anhöhe) ist ein 1820 m hoher Nunatak im ostantarktischen Enderbyland. Er ragt in den Newman-Nunatakkern auf.
Norwegische Kartographen kartierten ihn anhand von Luftaufnahmen der norwegischen Lars-Christensen-Expedition 1936/37 und gaben ihm seinen deskriptiven Namen.